# Эль-Кармен (Колумбия)
Эль-Кармен (исп. El Carmen) — город и муниципалитет в северо-восточной части Колумбии, на территории департамента Северный Сантандер. Входит в состав Западного субрегиона.

## История
Поселение, из которого позднее вырос город, было основано 16 июля 1686 года Педро Исабель дель Бусто. Муниципалитет Эль-Кармен был выделен в отдельную административную единицу в 1808 году.

## Географическое положение

Муниципалитет Эль-Кармен

Город расположен в западной части департамента, в горной местности Восточной Кордильеры, на расстоянии приблизительно 118 километров к северо-западу от города Кукута, административного центра департамента. Абсолютная высота — 712 метров над уровнем моря.
Муниципалитет Эль-Кармен граничит на востоке с территорией муниципалитета Конвенсьон, на юге — с муниципалитетом Оканья, на западе, юго-западе и юго-востоке — с территорией департамента Сесар, на севере — с территорией Венесуэлы. Площадь муниципалитета составляет 1723 км².

## Население
По данным Национального административного департамента статистики Колумбии, совокупная численность населения города и муниципалитета в 2015 году составляла 14 005 человек.
Динамика численности населения муниципалитета по годам:
| 2005   | 2006   | 2007   | 2008   | 2009   | 2010   | 2011   | 2012   | 2013   | 2014   | 2015   |
| ------ | ------ | ------ | ------ | ------ | ------ | ------ | ------ | ------ | ------ | ------ |
| 16 377 | 16 121 | 15 862 | 15 614 | 15 378 | 15 149 | 14 911 | 14 675 | 14 453 | 14 227 | 14 005 |

Согласно данным переписи 2005 года мужчины составляли 52,3 % от населения Эль-Кармена, женщины — соответственно 47,7 %. В расовом отношении белые и метисы составляли 99 % от населения города; индейцы — 0,9 %; негры, мулаты и райсальцы — 0,1 %.
Уровень грамотности среди всего населения составлял 65,9 %.

## Экономика
Основу экономики Эль-Кармен составляет сельское хозяйство.
51,5 % от общего числа городских и муниципальных предприятий составляют предприятия торговой сферы, 42,6 % — предприятия сферы обслуживания, 4,1 % — промышленные предприятия, 1,8 % — предприятия иных отраслей экономики.